# Amphimedon delicatula
Amphimedon delicatula är en svampdjursart som först beskrevs av Arthur Dendy 1889.  Amphimedon delicatula ingår i släktet Amphimedon och familjen Niphatidae. Inga underarter finns listade i Catalogue of Life.